# Rhyacophila lieftincki
Rhyacophila lieftincki är en nattsländeart som beskrevs av Georg Ulmer 1951. Rhyacophila lieftincki ingår i släktet Rhyacophila och familjen rovnattsländor. Inga underarter finns listade i Catalogue of Life.